# اشتباكات القامشلي (2021)
اشتباكات القامشلي 2021 هي اشتباكات بين القوات الموالية للإدارة الذاتية لشمال وشرق سوريا والقوات الموالية للحكومة السورية في مدينة القامشلي شمال شرق سوريا. بدأت الاشتباكات في 20 أبريل 2021 بعد مقتل قائد كبير في الأسايش على يد جنود سوريين. وتدور الاشتباكات بأسلحة متوسطة وخفيفة وكذلك قذائف آر بي جي. سيطرت الإدارة الذاتية على عدة شوارع منذ بدء الاشتباكات. كلا الجانبين تكبد خسائر.

## خلفية
في 20 أبريل تم توقيف مجموعة من الجنود السوريين عند نقطة تفتيش تابعة للإدارة الذاتية في مدينة القامشلي وفقًا لمركز راجافا للمعلومات. وأثناء المواجهة بين الجنود أطلقوا النار على قائد للإدارة الذاتية فقتله.

## الاشتباكات
بدأت المعركة ليلة 20 أبريل. مع تصاعد الاشتباكات تقدمت تعزيزات وسيارات ثقيلة من قبل القوات الذاتية خلفية وسيطرت على نقطتي تفتيش في حي الطي الخاضع لسيطرة الحكومة. حاول الجنود الروس التوسط بين الجانبين دون جدوى. استمرت الاشتباكات في ذلك الصباح لكن قوات الإدارة الذاتية واصلت تقدمها بينما قام العديد من المدنيين بإخلاء الحي.
أخيرًا، دخل وقف إطلاق النار بوساطة روسية حيز التنفيذ في تلك الليلة، حيث وافق الجانبان على وقف القتال، بينما ظلت القوات الذاتية تسيطر على المواقع التي تم الاستيلاء عليها أثناء القتال. وبحسب ما ورد قُتل 1 من القوات الذاتية و5 من مقاتلي الدفاع الوطني. في 23 أبريل، أطلق قناصة من الدفاع الوطني النار على مجموعة من الشباب بالقرب من دوار الوحدة، مما أدى إلى مقتل طفل وإصابة شخصين آخرين. أدت خروقات أخرى لقوات الدفاع المدني لاتفاق وقف إطلاق النار إلى استئناف المعركة بين الجانبين. حققت القوات الذاتية مزيدًا من المكاسب في طيء بينما شن مقاتلو الدفاع المدني هجومًا مضادًا وسيطروا على مناطق في أحياء هالكو وسيطروا على مقر الآسايش.
في ذلك المساء جمعت القوات الروسية وجهاء من القامشلي في محاولة لإنهاء القتال. ومع ذلك تم اغتيال شخصية عشائرية قريبة من قوات سوريا الديمقراطية خلال الليل من قبل قوات الدفاع الوطني، مما أدى إلى انهيار آخر لوقف إطلاق النار. في الساعات الأولى من يوم 23 أبريل ورد أن قوات الأسايش تقدمت في حي هيلكو باتجاه المستشفى الوطني، مع استمرار العمليات الهجومية في حي طي. استولت الآسايش على أحياء تاي وحلاكو بالكامل بعد بضع ساعات.
بوساطة روسية، توصلت الآسايش وقوات الدفاع الوطني إلى اتفاق هدنة ساري المفعول حتى الساعة 12:00 من اليوم التالي. ومع ذلك فقد اندلع القتال لفترة وجيزة بعد أن انتهكت وحدات الدفاع الوطني وقف إطلاق النار، واستهدفت مواقع الأسايش على خط جبهة هالكو بقذائف آر بي جي. في غضون ذلك عادت الوحدة الأمنية الحكومية المتمركزة في حي الطي إلى قواعدها، فيما قام وفد عسكري روسي بجولة في هالكو والطي برفقة الأسايش وقوات الدفاع الوطني.